# Ommatidium

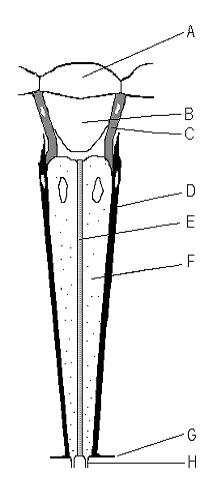
Einzelauge (Ommatidium) aus einem Facettenauge (Typ Appositionsauge)
A Chitinlinse (Cornea),
B Kristallkegel,
C Hauptpigmentzelle,
D Trennwand zum Nachbarommatidium,
E Rhabdom,
F Sehzellen,
G Basalmembran (Membrana fenestrata)
H Nervenfaser (Nervus opticus)

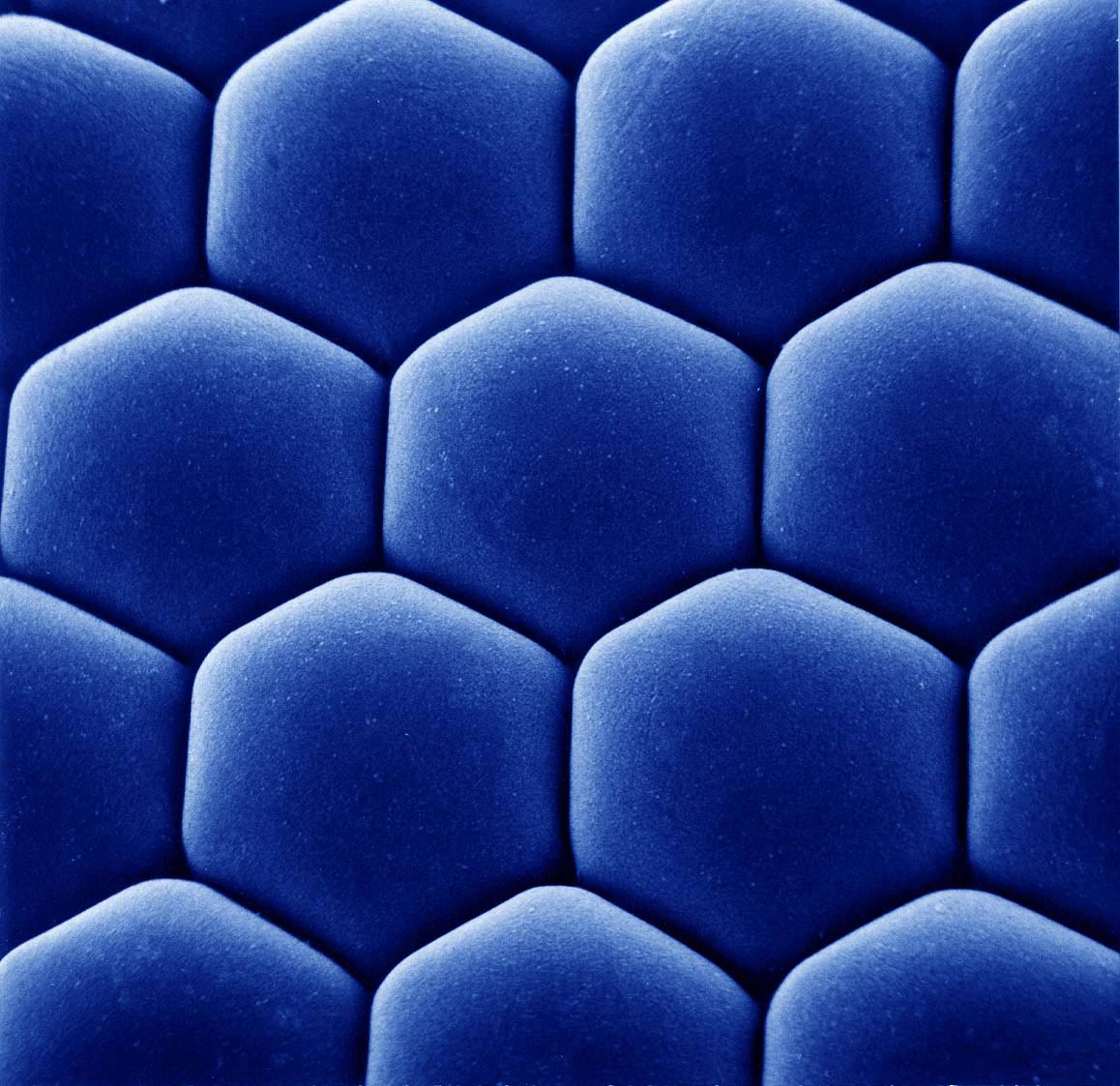
Hexagonale Struktur der Chitinlinsen von Euphausia superba

Ommatidien (von spätgriechisch ommatidion „Äuglein“) sind die Einzelaugen, aus denen die Facettenaugen der Gliederfüßer, darunter die Insekten und Krebstiere, zusammengesetzt sind. Je nach Art besteht ein Facettenauge aus nur einzelnen bis vielen Tausend Ommatidien, bei den Libellen zum Beispiel aus bis zu 28.000 Einzelaugen.
Ein Ommatidium wird aus fünf bis neun (bei den Mandibulata immer acht) Sinneszellen (in der Abbildung F) gebildet, deren Mikrovillisäume (Rhabdomere) innen zur Achse zeigen und das Rhabdom (E) bilden. Die nach außen angrenzenden Stütz- und Pigmentzellen trennen die einzelnen Ommatidien voneinander. Der äußere Teil des Ommatidiums ist ein dioptrischer Apparat, der aus einer durchsichtigen, stark brechenden Cornealinse (A) gebildet wird, an die unterhalb Kristallzellen oder ein Kristallkegel (B) angrenzen. Auf der Unterseite des Einzelauges werden die elektrischen Nervenimpulse über ein Axon einer Nervenzelle an das Gehirn weitergeleitet.
Die Bildung der Cornea erfolgt durch den bei den Krebstieren als Corneagenzellen und bei den Insekten als Hauptpigmentzellen genannten Zellen, die an die Ommatidien angrenzen. Bei den Mandibulata wird zudem ein aus ursprünglich 4 Zellen gebildeter Kristallkegel zur weiteren Lichtbrechung gebildet. Wird der Kristallkegel innerhalb der Zellen angelegt, wird er als eukon bezeichnet, bei der Kristallkegelanlage außerhalb der Zellen spricht man von pseudokon. Ommatidien ohne Kristallkegel innerhalb der Insekten sind akon und bei einigen Käferarten mit einer zapfenartigen Verlängerung der Cornea, die die Kristallkegelfunktion übernimmt, werden Ommatidien als exokon bezeichnet.

## Stammesgeschichte
Die Ommatidien und damit zusammenhängend die Facettenaugen werden als Stammartmerkmal für die ursprünglichen Euarthropoda betrachtet. Sie sind sowohl bei den ausgestorbenen Trilobiten als auch bei den rezenten Insekten, Myriapoda und Krebstieren zu finden. Bei den Spinnentieren, den Hundertfüßern und den Doppelfüßern sind die Facettenaugen zu Einzelaugen aufgelöst, die im Aufbau modifizierten Ommatidien entsprechen. Bei den zu den Hundertfüßern gehörenden Spinnenläufern (Scutigera) kam es zu einer erneuten Verschmelzung dieser Einzelommatidien zu so genannten Pseudofacettenaugen.